# Aïn El Ibel
Aïn El Ibel (em árabe: عين الابل) é uma cidade e comuna localizada na província de Djelfa, Argélia. Segundo o censo de 2008, a população total da cidade era de 28 406 habitantes.